# ووهلهیرسک
شهر ووهلهیرسک (به روسی: Вуглегірськ) در استان دونتسک در کشور اوکراین واقع شده‌است. جمعیت این شهر ۱۰٬۳۰۹ نفر است.